# Wim Boost
Willem „Wim“ Louis Joseph Boost (* 2. Juli 1918 in Breda; † 1. August 2005 in Breukelen; bekannt als WiBo) war ein niederländischer Zeichner, der besonders durch seine jahrzehntelange Arbeit für die Tageszeitung de Volkskrant bekannt wurde.

## Leben
Boost begann als Zeichenlehrer und arbeitete anschließend für die Toonder studios des Zeichners Marten Toonder. Anschließend war er für das Magazin Mandril - Maandblad voor Mensen, eine Art niederländischer New Yorker, das lediglich von 1948 bis 1953 erschien, den  Jeugdkampioen des ANWB und Het Lichtspoor, die offizielle Wochenpublikation der niederländischen Streitkräfte, tätig. Von 1951 an war Boost Mitarbeiter der Zeitung de Volkskrant und erstellte den täglichen Cartoon für die Vorderseite, was ihn schließlich zu einem der prominentesten Zeichner der Niederlande machte. Nach genau 8.888 Cartoons nahm er im Juni 1983 Abschied von der Zeitung. Daneben arbeitete er zeitweise auch für die Haagse Post und das KRO Studio, den Programmführer des Katholieke Radio Omroep (Katholischer Rundfunk, kurz KRO).
Boosts älterer Bruder Charles (1907–1990) war ebenfalls ein renommierter Zeichner.

## Werke
- Het konijntje, dat zijn neus in een wespennest stak. Speijer, Richter & Co, Amsterdam 1945
- Stientje het dromerige kalfje, Breughel, Amsterdam 1946
- Het avontuur van Kala en Kobolt, Stenvert M & Zoon Uitgevers, Meppel 1950
- In de hoek gedrukt. 20 Jaar Wibo in de Volkskrant., Meulenhoff, Baarn 1971
- Niks doen, da's geen werk, Utrecht 1975
- NScartooNS, Nederlandse Spoorwegen, Utrecht 1981

## Ehrungen
- Ritter des Ordens von Oranje-Nassau